# Port lotniczy Moroni
Port lotniczy Moroni (IATA: HAH, ICAO: FMCH) – międzynarodowy port lotniczy położony w Moroni na wyspie Wielki Komor. Jest głównym portem lotniczym na Komorach.

## Linie lotnicze i połączenia[1]
| Linia Lotnicza     | Kierunek                     |
| ------------------ | ---------------------------- |
| Air Austral        | 1. Reunion                   |
| Air Madagascar     | 1. Antananarywa 2. Mahajanga |
| Air Tanzania       | 1. Dar es Salaam             |
| EgyptAir           | 1. Dar es Salaam 2. Kair     |
| Ethiopian Airlines | 1. Addis Abeba               |
| EWA Air            | 1. Dzaoudzi                  |
| Kenya Airways      | 1. Nairobi                   |
| Precision Air      | 1. Anjouan 2. Dar es Salaam  |
| Turkish Airlines   | Sezonowo: 1. Stambuł         |